# Arena (Lípsia)

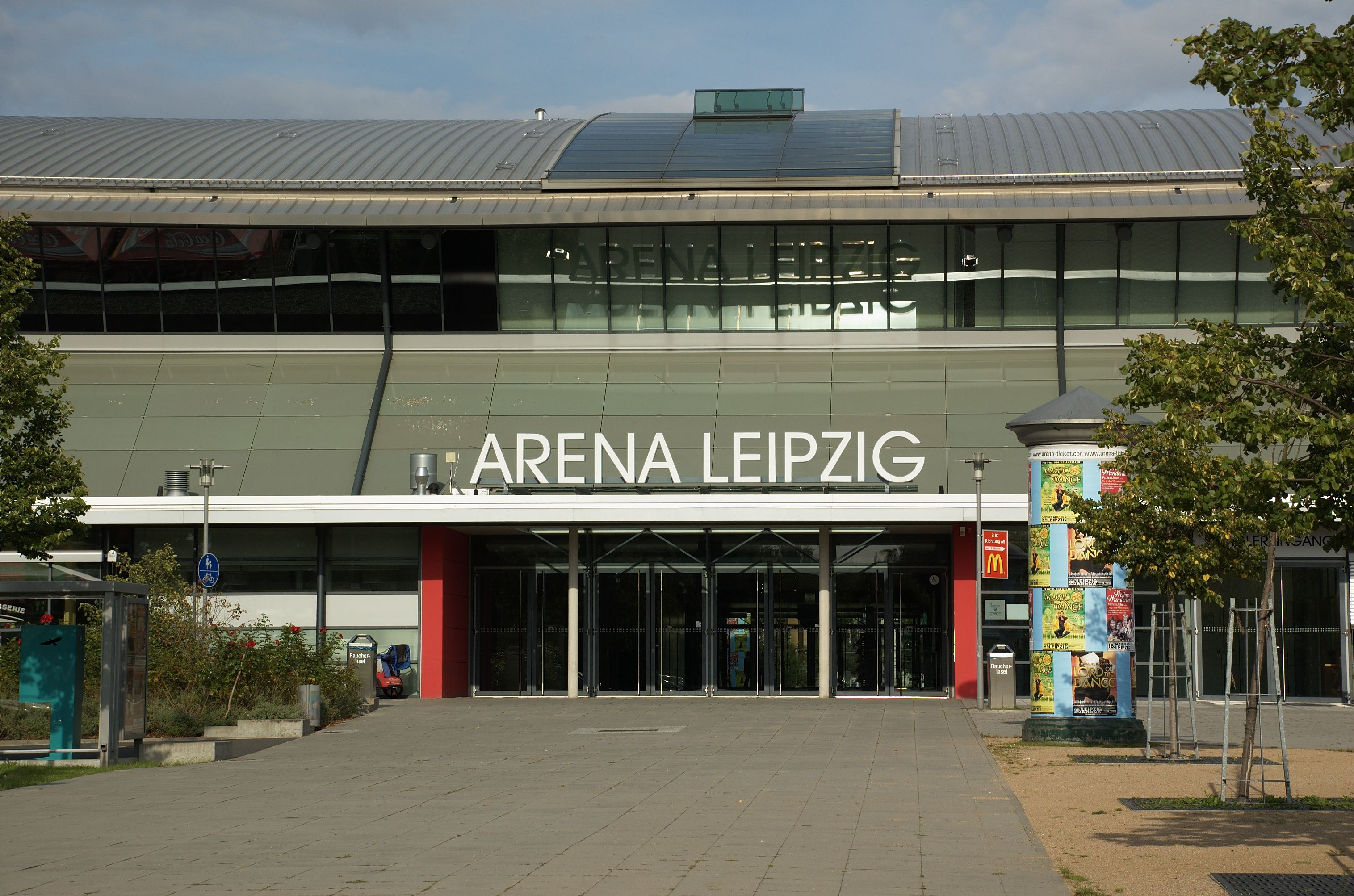
A Arena de Lípsia.

A Arena da cidade de Lípsia, na Alemanha, suporta cerca de 8.000 pessoas, mas essa capacidade sobe para até 12.000 pessoas para apresentações musicais.
O local, que custou mais de 41 milhões de euros, é a sede do time de handebol alemão HC Leipzig, e já recebeu diversas bandas internacionais como Scorpions, a-ha, Nightwish, e muitas outras.